# Reculée de Balerne
La reculée de Balerne est une petite reculée située sur la commune de Mont-sur-Monnet dans le département du Jura, dans l'Est de la France.

## Géographie
La reculée est située à proximité de la ville de Champagnole et se trouve précisément dans la partie nord de la commune de Mont-sur-Monnet. Elle est orientée vers le nord et s'ouvre sur la vallée de l'Ain. D'une longueur de 1 500 m avec une largeur moyenne de 750 m, elle entaille le plateau sur une profondeur de 120 à 140 m.
Elle est parcourue par les ruisseaux de la Balerne et de la Balme issus de résurgences et s'écoulant ensuite dans une zone prairiale ouverte.
Au fond de la reculée se trouve la grotte de Balerne dont l'entrée se situe à mi-falaise, facilement accessible par un sentier. Elle présente des vestiges paléontologiques attestant de la présence de l'ours des cavernes au Quaternaire et accueille actuellement de petites populations de chauves-souris.

## Protection
La reculée et la grotte de Balerne font l'objet d'une ZNIEFF de type 1 Reculée et grotte de Balerne
.

## Aménagement
Fondée au XIIe siècle, l'abbaye de Balerne s'est installée dans le vallon de la reculée profitant de l'isolement des lieux et de la présence de l'eau. Après un développement important jusqu'au XVe siècle, elle décline ensuite et disparaît à la Révolution. Aujourd'hui, les lieux sont occupés par un bâtiment agricole et une maison d'habitation.

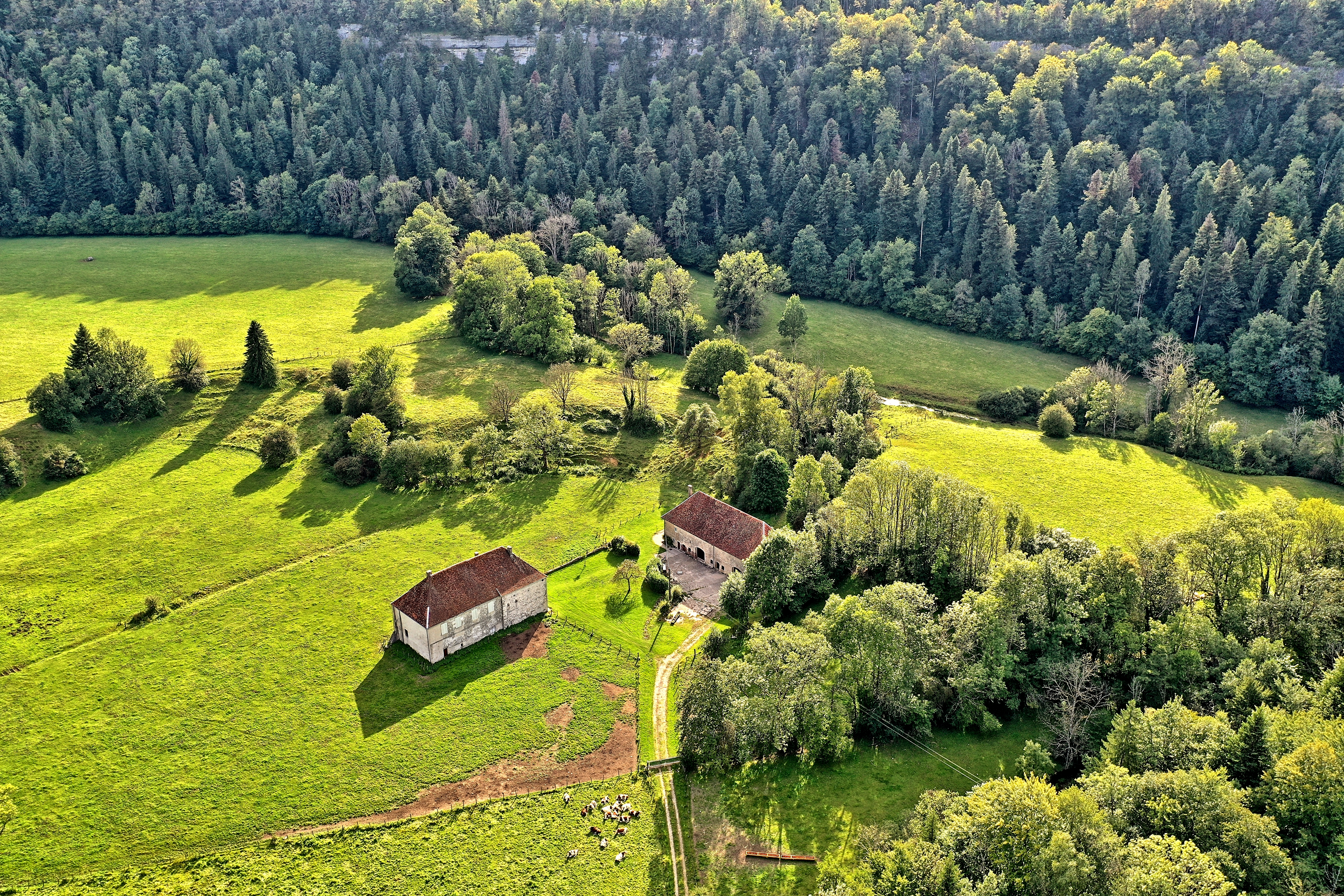
L'emplacement de l'ancienne abbaye de Balerne.